# Ciclovía Temuco-Labranza
La Ciclovía Temuco-Labranza es una vía pública destinada de forma exclusiva para la circulación de bicicletas ubicada en la comuna de Temuco, Región de La Araucanía, Chile, la cual une las ciudades de Temuco y Labranza. Se construyó aprovechando el trazado del antiguo ferrocarril de Temuco hacia Carahue. En el área urbana de Temuco, las obras incluyeron iluminación, áreas verdes, basureros y juegos infantiles.

## Descripción
El primer tramo, de 1,6 kilómetros (entre la calle General Mackenna y la avenida Caupolicán de Temuco), costó 381 millones de pesos chilenos (700 mil dólares estadounidenses de la época) y se construyó entre 2007 y 2008.
El segundo tramo iría en un principio entre Caupolicán y la avenida Las Encinas (2 kilómetros), pero al construirse, en 2009, se extendió hasta el sector de Los Naranjos (límite urbano de Temuco), con una extensión aproximada de 5 kilómetros. Tuvo un costo de seiscientos ochenta y seis millones de pesos chilenos (un millón de dólares estadounidenses de aquel tiempo).
La tercera etapa se concretó junto con la remodelación de la Ruta S-40, que une Temuco con Labranza, entre las inmediaciones de la planta de Gasco S.A. y Rinconada de Labranza (2,6 kilómetros).
A mediados de 2017, al inaugurarse el semáforo de la avenida Caupolicán con calle León Gallo, se suprimió el cruce directo a la altura de la mencionada avenida, el que se realiza ahora por dicho semáforo. Con esta extensión, la ciclovía agregó cien metros y sumó un total de 9,3 kilómetros. Durante este mismo año se construyó el tramo entre la calle Los Naranjos y la Ruta S-40, de 3,2 kilómetros.

## Recorrido

Segmento de la Ciclovía Temuco-Labranza por Avenida Caupolicán.

El recorrido de la ciclovía nace en calle General Mackenna, entre las avenidas San Martín y O'Higgins. Avanza hacia el poniente y pasa por el Destacamento de Montaña Tucapel, el Condominio Valle de La Araucanía, la Escuela Municipal Andrés Bello y la plaza Alonso de Ercilla.
A la altura de la avenida Caupolicán, el cruce se realiza en la esquina de calle León Gallo. Desde el lado sur, se avanza hacia la esquina noroeste de la intersección y, luego, se sigue hacia el sur por avenida Caupolicán hasta retomar la ciclovía.

Después, pasa junto a los barrios Villa Maquehue, Población Temuco, Villa La Unión y René Schneider, y al campus Andrés Bello de la Universidad de La Frontera. Corre junto a la calle Simón Bolivar y los barrios Villa Jardín de Las Rosas, Villa Vimacaucoop, Parque Pehuén, Parque del Estadio, Villa Juan Pablo II y Los Parques de San Sebastián. Pasa tras el Frigorífico Temuco, antes de llegar a Villa Altamira, Parque Residencial Martin Hiriart y Arboleda del Portal. Recorre el límite sur del sector denominado Portal de La Frontera y, después de la Hacienda Las Mariposas, sigue avanzando a un costado de la Villa Santa Elena de Maipo, Altos de Maipo y Jardín de Los Naranjos.
Actualmente, se construye el tramo entre el sector de Los Naranjos y la Ruta S-40. Renace junto a la carretera a 3,2 kilómetros del área urbana de Temuco, en donde pasa por las afueras de las plantas de Gasco y Aguas Araucanía. Termina en el acceso a Rinconada de Labranza, cerca del cementerio de la ciudad. 

## Sitios externos
- Mapa de Ciclovías en Temuco
- Ruta ciclovías de Temuco Archivado el 29 de noviembre de 2022 en Wayback Machine.

- Datos: Q16490913